# Eion Bailey
Eion Francis Hamilton Bailey (Vale de Santa Ynez, 8 de junho de 1976) é um ator norte-americano, mais conhecido por aparecer na série da ABC Once Upon A Time como Pinóquio, na minissérie da HBO Band of Brothers como o soldado David Kenyon Webster e nos filmes de Clube da Luta, Center Stage, Mindhunters e Sexual Life.

## Biografia
Eion Bailey cresceu em Vale de Santa Ynez na Califórnia. Seu pai era dono de uma pequena companhia aérea que voava em todo o estado. Seu pai lhe dava instruções de voo depois de deixar os passageiros no destino. Sua primeira lição foi com doze anos de idade.
Em 2007, Bailey foi premiado com um Emmy por sua atuação no filme Life of the Party. Bailey teve também foi convidado para papéis de protagonista nas séries de TV Dawson's Creek e ER.

## Filantropia
Durante uma viagem ao Peru, Bailey teve uma experiência que mudou sua vida, enquanto acompanhava um grupo de crianças que viajam 24 milhas a pé para ir a escola. Isso o obrigou a usar sua experiência em TV e cinema para o bem maior e levou à criação da Imagine This! TV, um reality show registrando projetos filantrópicos de pessoas em todo o mundo. Bailey está atualmente trabalhando na obtenção de distribuição de transmissão para o programa de TV. 
House Rules 2009 é piloto de televisão CBS sobre uma turma de calouros dos representantes do Congresso. É estrelado por Anna Chlumsky, Kristin Bauer, Sean Bridgers e Eion Bailey. 
- Ficheiro:EBaileyHeadshtBW.jpgjpg

## Filmografia
- Unidos Pela Arte ((Untitled)) (2009)
- Velas da Esperança (Candles on Bay Street) (2006)
- Encontros e Desencontros (Life of the Party) (2005)
- Vida Louca - Sexual Life (Sexual Life) (2005)
- Caçadores de Mentes (Mindhunters) (2004)
- Entre o Amor e a Guerra (The Scoundrel's Wife) (2002)
- Quase Famosos (Almost Famous) (2000)
- Sob a Luz da Fama (Center Stage) (2000)
- Clube da Luta (Fight Club) (1999)
- Without a Trace-  2°Temporada Episódio 3
- Numb3rs Episódio- 95
- Covert Affairs -1°Temporada e 2ª Temporada 2 episódios (2010-2011)
- Dawson's Creek -1° Temporada Episódio 9
- Law & Order: Criminal Intent 10°Temporada Episódio 7
- Once Upon a Time - (2011-2018)